# Старкувець
Старкувець (пол. Starkówiec) — село в Польщі, у гміні Кобилін Кротошинського повіту Великопольського воєводства.
Населення — 116 осіб (2011).

## Демографія
Демографічна структура станом на 31 березня 2011 року:
|          | Загалом | Допрацездатний вік | Працездатний вік | Постпрацездатний вік |
| -------- | ------- | ------------------ | ---------------- | -------------------- |
| Чоловіки | 61      | 19                 | 41               | 1                    |
| Жінки    | 55      | 15                 | 34               | 6                    |
| Разом    | 116     | 34                 | 75               | 7                    |